# Mistichelli Hills
Mistichelli Hills är en kulle i Antarktis. Den ligger i Östantarktis. Australien gör anspråk på området. Toppen på Mistichelli Hills är 1 meter över havet.
Terrängen runt Mistichelli Hills är platt åt nordväst, men åt sydost är den kuperad. Trakten är obefolkad. Det finns inga samhällen i närheten.